# 人皮獸
人皮獸（英語：Beast boy，或稱野獸男孩）為DC宇宙的虛構超級英雄，於1965年11月出版的《末日巡邏隊》#99中首次出現，由阿諾德·德雷克和巴布·布朗所創作。曾因为得了一种稀有的热带病，而被注射一种血清，使让他的皮肤变绿，且能变成各种动物。

## 其他媒體

### 真人影集
- 《泰坦》：由萊恩·波特飾演人皮獸。

### 動畫影集
- 2003年《少年泰坦》：由葛瑞格·塞普斯配音。
- 2008年《蝙蝠俠智勇悍將》中，單集劇情野獸男孩與蝙蝠俠合作，從Mad Mod手中救出末日巡邏隊[1]。
- 2012年《新少年泰坦（英语：DC Nation Shorts）》
- 2012年《少年正義聯盟》：前兩季由洛根·格羅夫配音，第三季由葛瑞格·塞普斯配音。
  - 第一季受到攻擊而接受火星小姐的血液獲救。第二季受到輸血影響獲得了變形能力加入小隊。第三季初期成為明星，後期與小隊部分成員組成局外人團隊。其中第12集藉由VR裝置感受到許多超級英雄們再次犧牲，接著看到他的第二個家庭「末日巡邏隊」及火星小姐，但特別的地方在於這些角色藝術風格和配音員班底是直接採用《少年泰坦 GO！》風格，火星小姐的特效更是６０年代卡通風。這段演出點出了末日巡邏隊已經在某個任務犧牲的事實，導致人皮獸再次感受到當年失去超能力家人的痛苦，所以用《少年泰坦 GO！》和60年代這種歡樂搞笑風格的卡通詮釋這段黑暗劇情，形成非常強烈的對比[2]。
- 2013年《少年泰坦 GO！》：由葛瑞格·塞普斯配音。

### 動畫電影
- 2006年《少年悍將：東京危機》：由葛瑞格·塞普斯配音。
- 2016年《正義聯盟大戰少年悍將》
- 2017年《少年悍將：猶大契約》
- 2018年《電影少年悍將 GO！》
- 2019年《少年悍將GO！大戰少年悍將》